# Samtgemeinde Eilsen
Die Samtgemeinde Eilsen ist eine Samtgemeinde im Landkreis Schaumburg in Niedersachsen. Der Gemeindeverband hat seinen Verwaltungssitz in Bad Eilsen.

## Geografie
Das Gebiet der Samtgemeinde liegt nördlich des Wesergebirges im Städtedreieck Bückeburg – Obernkirchen – Rinteln.

## Gliederung
Die Samtgemeinde umfasst seit ihrer Gründung am 1. März 1974 folgende fünf Gemeinden:
(Fläche in km² / Einwohner am 31. Dezember 2021)
1. Ahnsen (3,43 / 987)
2. Bad Eilsen (2,46 / 2569)
3. Buchholz (1,76 / 742) mit dem Wohnplatz Schlingmühle
4. Heeßen (1,90 / 1419)
5. Luhden (4,35 / 1112) mit dem Ortsteil Schermbeck

## Politik
- SPD: 7
- Grüne: 2
- parteilos: 1
- WLS: 1
- CDU: 7

parteilos: Dominik Kurlanc

### Samtgemeinderat
Der Samtgemeinderat der Samtgemeinde Eilsen besteht aus 18 Ratsfrauen und Ratsherren. Dies ist die festgelegte Anzahl für eine Samtgemeinde mit einer Einwohnerzahl zwischen 6001 und 7000 Einwohnern. Die 18 Ratsmitglieder werden durch eine Kommunalwahl für jeweils fünf Jahre gewählt. Die aktuelle Amtszeit begann am 1. November 2021 und endet am 31. Oktober 2026. Bei der Kommunalwahl 2021 lag die Wahlbeteiligung zur Samtgemeinderatswahl bei 48,93 Prozent.
Stimmberechtigt im Samtgemeinderat ist außerdem der hauptamtliche Samtgemeindebürgermeister.

### Samtgemeindebürgermeister
Hauptamtlicher Samtgemeindebürgermeister der Samtgemeinde Eilsen ist Hartmut Krause (parteilos). Er konnte sich bei der Kommunalwahl am 12. September 2021 mit 51,09 % der Stimmen knapp gegen den Kandidaten der SPD, Harald Niemann, durchsetzen. Die Wahlbeteiligung lag bei 48,95 Prozent.

### Gemeinderäte
Die Gemeinden der Samtgemeinde Eilsen werden durch insgesamt 55 Ratsmitglieder in fünf Gemeinderäten vertreten. Seit der Kommunalwahl 2021 verteilen diese sich wie folgt:
| Gemeinde   | SPD | CDU | Grüne | WG | parteilos | ∑  |
| ---------- | --- | --- | ----- | -- | --------- | -- |
| Ahnsen     | 7   | 4   | -     | -  | -         | 11 |
| Bad Eilsen | 6   | 4   | 2     | -  | 1d        | 13 |
| Buchholz   | 2   | 1   | -     | 6a | -         | 9  |
| Heeßen     | 4   | 4   | 1     | 2b | -         | 11 |
| Luhden     | 2   | 4   | 1     | 4c | -         | 11 |
| ∑          | 21  | 17  | 4     | 12 | 1         | 55 |

a Wählergemeinschaft in Buchholz, b Wählergemeinschaft Heeßen, c Wählergemeinschaft Luhden Schermbeck, d Einzelkandidat Dominik Kurlanc

### Wappen
Das Wappen der Samtgemeinde ist das Wappen der Mitgliedsgemeinde Bad Eilsen.
| Wappen von Samtgemeinde Eilsen | Blasonierung: „In Rot zwischen zwei silbernen (weißen) Laubbäumen sechs silberne (weiße) Säulen mit Architrav, vor denen aus goldenem (gelbem) Becken ein silberner (weißer) Sprudel aufsteigt; oben ein silbernes (weißes) Nesselblatt, belegt mit einer roten Rose mit goldenem (gelbem) Kelch und grünen Blattspitzen.“                            |
| Wappen von Samtgemeinde Eilsen | Wappenbegründung: Das 1950 verliehene Wappen basiert auf einem Wappen aus dem Jahre 1930, welches Otto Hupp entwarf. Die Bäume symbolisieren die waldreiche Gegend. Das Becken mit dem Sprudel sowie die Säulen weisen auf Bad Eilsen als Schwefelheilbad hin; das Nesselblatt erinnert an die frühere Zugehörigkeit zum Fürstentum Schaumburg-Lippe. |

## Verkehr
Die Samtgemeinde liegt unmittelbar an der Bundesautobahn 2 und ist über die Anschlussstelle Bad Eilsen West zu erreichen. Im südlichen Bereich verläuft die B 83 von Bebra über Hameln nach Bückeburg. Die nächsten Bahnhöfe befinden sich in Bückeburg und Rinteln. Der ÖPNV wird über die Buslinien 2006, 2020 und 2021 der Schaumburger Verkehrs GmbH (SVG) sowie mit der Linie 31 des Unternehmens Rottmann & Spannuth Omnibusverkehre (RSO) abgewickelt. Eine weitere Linie von Bückeburg nach Bad Eilsen betreibt die Bad Eilsener Kleinbahn (BEK).